# Kommendören för försvarsmakten
Kommendören för försvarsmakten (finska: Puolustusvoimain komentaja) är den högsta yrkesmilitära befattningen i Finland och dess försvarschef enligt Nato-terminologi.
Ämbetsinnehavaren är normalt den enda finländska yrkesofficer med den högsta fyrstjärniga generals eller amiralsgraden i aktiv tjänst.
General Janne Jaakkola är kommendör för försvarsmakten sedan 1 april 2024.

## Funktion och roll
Kommendören utövar den direkta ledningen av och tillsynen över den finländska försvarsmakten, med stöd av Huvudstaben. Kommendörerna för armén, marinen och flygvapnet liksom rektorn för Försvarshögskolan är direkt underställda kommendören.
I administrativt avseende lyder kommendören under Försvarsministeriet, dvs Finlands försvarsminister. Kommendören för försvarsmakten lägger fram förslag om sådana tjänsteutnämningar och förordnanden inom försvarsmakten som avgörs av Finlands president i Statsrådet utifrån Statsrådets förslag till avgörande.
Finlands president (som enligt Finlands grundlag är landets överbefälhavare) beslutar i militära kommandomål och i militära utnämningsärenden på det sätt som föreskrivs i Lag om försvarsmakten 551/2007 §§ 31-33.

## Historik
Den formella rollen som kommendör för försvarsmakten har utnämnts från och med 1945, men redan innan dess hade samma roll i praktiken utövats på presidentens uppdrag av general, senare marskalk Gustaf Mannerheim under såväl inbördeskriget 1918 (då formellt på senatens uppdrag; Finland hade ännu inte någon president vid denna tid) som under vinterkriget 1939-1940 och fortsättningskriget 1941-1944. Vid slutet av fortsättningskriget 1944 blev Mannerheim själv president och var som sådan ex officio även överbefälhavare under Lapplandskriget (1944); med hans militära bakgrund skedde i det läget inget formellt överlämnande av uppgiften från presidenten till någon annan militär, även om det mer direkta befälet på marken i Lappland fördes av general Hjalmar Siilasvuo.

## Lista över kommendörer för försvarsmakten
| Nr | Namn                         | Porträtt | Försvarsgren | Tillträdde       | Avgick           | Not |
| -- | ---------------------------- | -------- | ------------ | ---------------- | ---------------- | --- |
| 1  | Erik Heinrichs (1890–1965)   |          | Armén        | 12 januari 1945  | 1 juli 1945      |     |
| 2  | Jarl Lundqvist (1896–1965)   |          | Flygvapnet   | 2 juli 1945      | 3 juni 1946      |     |
| 3  | Aarne Sihvo (1889–1963)      |          | Armén        | 4 juni 1946      | 31 maj 1953      |     |
| 4  | Kaarlo Heiskanen (1894–1962) |          | Armén        | 1 juni 1953      | 28 oktober 1959  |     |
| 5  | Sakari Simelius (1900–1985)  |          | Armén        | 29 oktober 1959  | 12 november 1965 |     |
| 6  | Yrjö Keinonen (1912–1977)    |          | Armén        | 13 november 1965 | 30 april 1969    |     |
| 7  | Kaarlo Leinonen (1914–1975)  |          | Armén        | 1 maj 1969       | 14 mars 1974     |     |
| 8  | Lauri Sutela (1918–2011)     |          | Armén        | 15 mars 1974     | 11 oktober 1983  |     |
| 9  | Jaakko Valtanen (1925–2024)  |          | Armén        | 12 oktober 1983  | 28 februari 1990 |     |
| 10 | Jan Klenberg (1931–2020)     |          | Marinen      | 1 mars 1990      | 31 oktober 1994  |     |
| 11 | Gustav Hägglund (född 1938)  |          | Armén        | 1 november 1994  | 3 juni 2001      |     |
| 12 | Juhani Kaskeala (född 1946)  |          | Marinen      | 4 juni 2001      | 31 juli 2009     |     |
| 13 | Ari Puheloinen (född 1951)   |          | Armén        | 1 augusti 2009   | 31 juli 2014     |     |
| 14 | Jarmo Lindberg (född 1959)   |          | Flygvapnet   | 1 augusti 2014   | 31 juli 2019     |     |
| 15 | Timo Kivinen (född 1959)     |          | Armén        | 1 augusti 2019   | 31 mars 2024     |     |
| 16 | Janne Jaakkola (född 1967)   |          | Armén        | 1 april 2024     | sittande         |     |